# Проезд Дубовой Рощи
Проезд Дубо́вой Ро́щи — улица на севере Москвы, в Останкинском районе Северо-Восточного административного округа; между улицей Дубовая Роща и Новомосковской улицей, у железнодорожной платформы Останкино. Назван в 1956 году по соседней улице Дубовая Роща.

## Расположение
Проезд Дубовой Рощи проходит с запада на восток, начинается от улицы Дубовая Роща у платформы Останкино Октябрьской железной дороги и заканчивается на Новомосковской улице. Слева от проезда находится Останкинская телебашня, а справа — Останкинское кладбище.

## Учреждения и организации
- Владение 11 — Центр кинологической службы УВД на Московском метрополитене ГУ МВД России по Москве.